# ويليام ويلسون (سياسي أمريكي)
ويليام ويلسون (بالإنجليزية: William Wilson)‏ هو قاضي ومحامي وسياسي أمريكي، ولد في 19 مارس 1773 في نيو بوسطن في الولايات المتحدة، وتوفي في 6 يونيو 1827 في نيوارك في الولايات المتحدة. حزبياً، نشط في الحزب الجمهوري الديمقراطي. وقد انتخب عضو مجلس النواب الأمريكي.